# Goran Sudžuka
Goran Sudžuka (nacido en 1969 en Zagreb, Croacia) es un dibujante de cómics croata, conocido por su trabajo en series como Y: El último hombre, Hellblazer: Lady Constantine y Ghosted.

## Juventud
Goran Sudžuka nació en 1969 en Zagreb, Croacia, antigua Yugoslavia. Se graduó en la Escuela de Artes Aplicadas y Diseño de Zagreb en 1988.

## Carrera
Sudžuka empezó una carrera en la animación en Zagreb Film. En 1990, empezó a colaborar con el guionista croata Darko Macan Albert el Mayordomo, una serie de historias de terror publicada en Croacia y Alemania. Macan fue el guionista de la mayoría de los cómics que Sudžuka realizó en Croacia (algunos de los cuales fueron recopilados en un volumen llamado Sudžukice), incluyendo Svebor & Plamena, un melodrama de adolescentes que le hizo ganar el premio al mejor cómic realista en Croacia en 1997.
En 1999, empezó a trabajar para la línea Vertigo de DC Comics, co-crando Outlaw Nation con el guionista Jamie Delano, que ganó el Premio Russ Manning al mejor nuevo artistsa en los Premios Eisner de 2001. En 2002, ilustró la miniserie de cuatro números Hellblazer: Lady Constantine, escrita por Andy Diggle, y en 2005 completó un álbum de la serie L'Histoire Secrete para la editorial francesa Delcourt. 
De 2004 a 2007 Sudžuka fue el dibujante regular para historias de complemento en la serie de Brian K. Vaughan y Pia Guerra Y: El último hombre. En 2007/08, trabajó en otro spin-off de Hellblazer, Chas – The Knowledge, escrita por Simon Oliver; en 2009, Sudžuka dibujó dos números en la serie regular de Hellblazer, escritos por Peter Milligan. En 2011 acabó A.D.D., una novela gráfica para Vertigo escrita por Douglas Rushkoff y publicada en enero de 2012. En ese año colaboró con el guionista Jason Aaron en los números 15 y 16 de Wolverine. En 2013, trabajó en la serie Ghosted con Joshua Williamson para Skybound, y como artista de completo para la etapa de Brian Azzarello y Cliff Chiang en Wonder Woman.

## Vida personal
Sudžuka vive en la actualidad en Zagreb, Croacia. Entre sus influencias artísticas se encuentran Andrija Maurović, Ivica Bednjanec, Igor Kordey, Darko Macan y Edvin Biuković, así como muchos otros artistas internacionales.

## Premios
2001: Premio Russ Manning al Mejor Nuevo Talento.

### Nominaciones
- 2006: Premio Eisner a la mejor historia serializada, por la historia "Muñecas de papel", publicada en los números 37 a 39 de Y: El último hombre.[6]
- 2013: Premio Hugo a la Mejor Historia Gráfica, por Strange Adventures: "A True Story from Saucer Country" (con Paul Cornell, Vertigo, 2011).